# Megarhyssa bonbonsana
Megarhyssa bonbonsana är en stekelart som först beskrevs av Jinhaku Sonan 1933.  Megarhyssa bonbonsana ingår i släktet Megarhyssa och familjen brokparasitsteklar. Inga underarter finns listade i Catalogue of Life.